# Athis-de-l'Orne
Athis-de-l'Orne era un comune francese di 2 675 abitanti situato nel dipartimento dell'Orne nella regione della Normandia. Dal 1º gennaio 2016 è diventato un comune delegato in seno al nuovo comune di Athis-Val-de-Rouvre.

## Società

### Evoluzione demografica
Abitanti censiti